# Old Black Joe
Old Black Joe („alter schwarzer Joe“) ist ein von dem US-amerikanischen Songwriter Stephen C. Foster (1826–1864) geschriebenes Parlour music (Salonmusik)-Lied. Es wurde 1853 von der Firth, Pond & Company in New York veröffentlicht. Das Lied besingt Alter und Vergänglichkeit des Daseins aus der Perspektive des schwarzen Sklaven auf den Baumwollfeldern. Es wurde darauf hingewiesen, dass Foster dazu von einem Diener seines Schwiegervaters Dr. McDowell aus Pittsburgh inspiriert wurde.
| Gone are the days when my heart was young and gay, Gone are my friends from the cotton fields away, Gone from the earth to a better land I know, I hear their gentle voices calling “Old Black Joe”. | Vergangen sind die Zeiten, in denen mein Herz jung und fröhlich war, Fortgegangen sind meine Freunde von den Baumwollfeldern, Von der Erde in ein besseres Land gegangen, von dem ich weiß, Ich höre ihre Stimmen sanft rufen: „Old Black Joe“. |

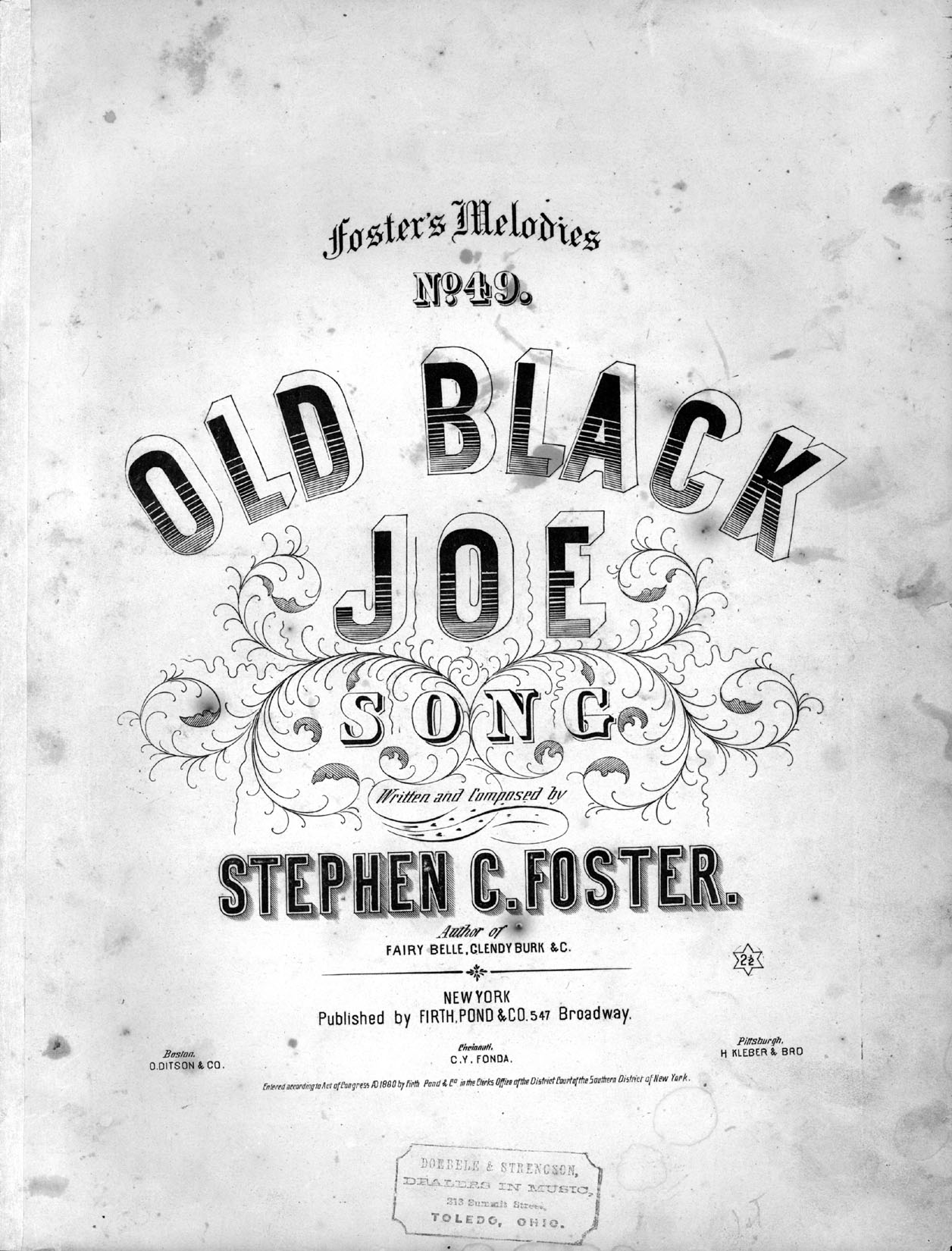
Ausgabe von Old Black Joe

## Text
1.

Gone are the days when my heart was young and gay,

Gone are my friends from the cotton fields away,

Gone from the earth to a better land I know,

I hear their gentle voices calling “Old Black Joe”.

Chorus

I’m coming, I’m coming, for my head is bending low:

I hear those gentle voices calling, “Old Black Joe”. 

 

2.

Why do I weep when my heart should feel no pain

Why do I sigh that my friends come not again,

Grieving for forms now departed long ago.

I hear their gentle voices calling “Old Black Joe”.

Chorus 

 

3.

Where are the hearts once so happy and so free?

The children so dear that I held upon my knee,

Gone to the shore where my soul has longed to go.

I hear their gentle voices calling “Old Black Joe”.

Chorus

## Aufnahmen
Das Lied wurde vielfach eingespielt. Eine bekannte Aufnahme stammt von Paul Robeson, eine andere von Jerry Lee Lewis.